# 游泳池

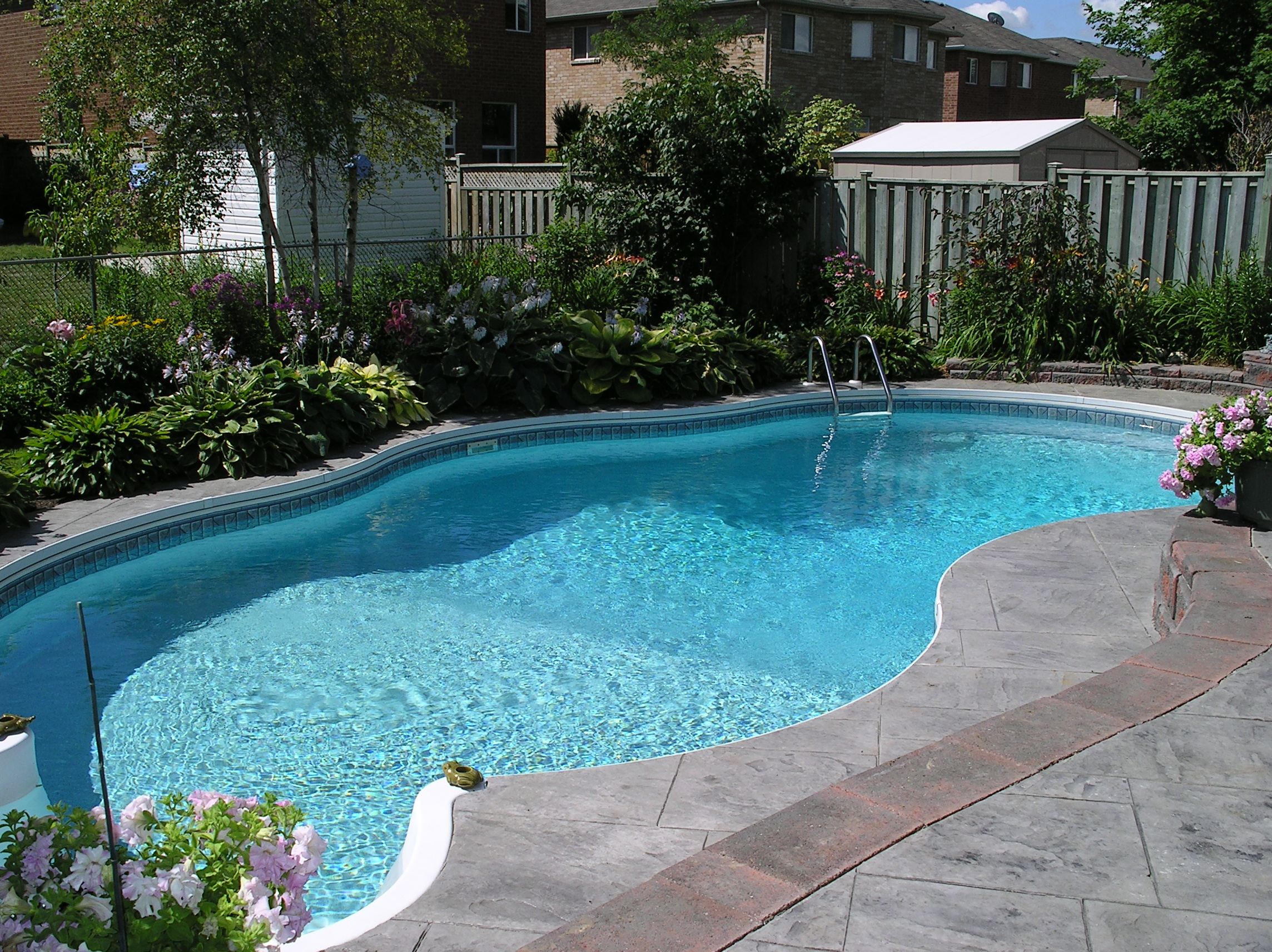
後院游泳池

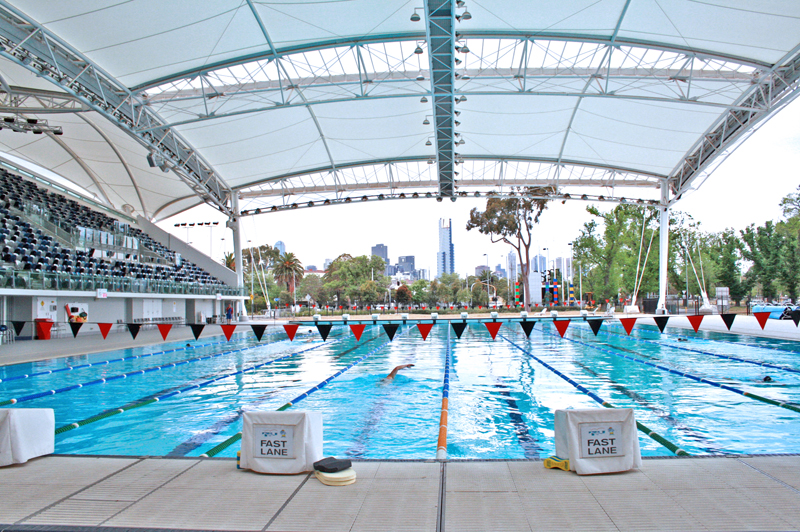
奥林匹克规格的游泳池和澳大利亚墨尔本2006年英联邦运动会的起跑器

游泳池，簡稱為泳池（英語：Swimming  pool），是游泳等水上運動的場地，多数建在地面，也有建在建筑物内部、顶部等地的泳池，根據水溫可以分為普通泳池和恒温泳池。

## 歷史
最早期游泳池是在今天的巴基斯坦的摩亨佐-達羅游泳長12米闊7米。
古希臘人和羅馬人亦有在角力學校修建泳池進行運動訓練、航海及軍事用途。羅馬皇帝的私人游泳池更有飼養魚類。而第一個溫水游泳池是在公元前一世紀由梅塞納斯所建造的，梅塞納斯是羅馬帝國皇帝奧古斯都的謀臣，著名的外交家，同時還是詩人藝術家的保護人。

## 游泳池的種類
游泳池可以位於室內或室外。它們可以是不同大小和形狀，同時游泳池亦可分為公眾和私人游泳池。
| 各種游泳池             | 各種游泳池             | 各種游泳池                   |
| ---------------------- | ---------------------- | ---------------------------- |
| 酒店內的游泳池         | 豪宅的私人用溫水游泳池 | 學校或竞技体育场的标准游泳池 |
| 大樓屋頂的無邊際游泳池 | 充氣式小游泳池         | 度假村的無邊際游泳池         |

### 私人游泳池
私人游泳池則是私人擁有，其中有一些豪宅別墅個別附設，又或者是屋苑、私人會所管理，又有部分學校設有游泳池，這類游泳池只有供會員、職員或學生使用。

### 公眾游泳池
公眾泳池是市民及訪客使用，通常是收費入場。

#### 香港的公眾游泳池
香港的公眾游泳池現由康樂及文化事務署管轄，共有44個香港公眾游泳池。其中9個設於香港島、13個設於九龍、22個設於新界。康樂及文化事務署根據香港法例第132章《公眾衞生及市政條例》第42條至45條設立公眾泳池。

### 標準泳池
標準泳池一般用以舉行游泳比賽故又稱為「比賽用池」，標准游泳池長50公尺，闊21公尺，奥运会、世界锦标赛要求宽25公尺，另外还有长度只有一半即25公尺的游泳池稱短池。水深大于1.8公尺。有8个泳道，每道宽2.5公尺，边道另加0.5公尺，两泳道间有分道线，分道线用水道繩分掛在池壁两端，池壁内设挂线勾，池底和池端壁应设泳道中心线，为深色标志线。出发台应居中设在每泳道中心线上，臺面50公分×50公分。台面临水面前缘应高出水面50至70公分，台面倾向水面不应超过10度。游泳池的池岸宽一般出发台端不小于5公尺，其余池岸不小于3公尺。正式比赛池，出发台池岸宽不小于10公尺，其他岸宽不小于5公尺。
設置於酒店或遊樂區形狀較不規則的泳池，供作戲水之用則稱為「休閒泳池」，一般都會依據水深分為成人池和兒童池，以增加兒童戲水的安全性。

### 恆溫泳池
泳池依池水加溫與否，有分為恆溫泳池或稱溫水泳池以及一般泳池或稱冷水泳池，水溫在四季可以保持在指定的溫度內。其方法包括附設熱水鍋爐加熱或引入溫泉，不停供應暖水。

### 露天泳池
泳池依是否有屋頂等建物遮蔽又分為露天泳池及室內泳池，露天泳池大部分都不會加溫，因受氣溫、風的影響加熱成本較高；而室內泳池虽不受這些影響，但白天也缺少日照，一般則必須加溫，以維持一年四季的營業。

### 無邊際池
無邊際池是經過特殊設計，在視覺上似乎沒有邊界的游泳池。無邊際池經過設計，有水流過其一個或多個邊界，在視覺上會有池子沒有邊界一直往外延伸的錯覺。使池子看起和附近更大的水體例如海洋融成一體，或是其邊界就是天際線融合。

## 救生設施
人在游泳池內活動時有發生溺水的可能，所以游泳池都必須設置救生員及救生設施。一般而言，50公尺標準池須設有3名救生員，25公尺標準池須設有2名救生員。救生設施包括救生圈、救生鉤、浮水擔架等等。

## 附屬設施
許多泳池會附設多個水池，包括水理治療池或稱按摩池、藥浴池、三溫暖，以及蒸氣浴、烤箱等設備，吸引工作繁忙的上班族或勞工；部分附有滑水道、水槍和跳水池設施，可吸引小孩、青少年客群。露天泳池池岸多會設置供人休息的桌椅及陽傘，有些甚至會供應餐飲、小吃，但室內泳池一般都是禁止飲食的。

## 泳池水質
為了維護水質以免池底生苔或造成泳客健康疑慮，泳池的水會不斷循環過濾並透過加氯或臭氧殺菌。各地衛生單位對於泳池水質通常會規定酸鹼值及餘氯值，並會不定期抽檢水中懸浮物及生菌數。泳池業者都會要求泳客沖洗身體的汗漬或油漬才入池以維持水質清潔，也使泳客較適應水溫。許多泳池為了維持水質清潔是禁止泳客塗抹防曬油、乳液的，同樣的要求也在海水浴場中，因防晒油對於海岸生態的破壞非常大，尤其是珊瑚。

## 使用守則
游泳池都會在入口或當眼處張貼使用守則，以使每位泳客可以安全舒適地使用游泳池。一般會有以下守則：
- 在泳池範圍內不得推撞或亂跑
- 患有可傳染皮膚病、腸胃炎或眼疾者，請勿使用泳池
- 非經過泳池管理員或救生員同意請勿跳水
- 不可於池中便溺
- 進入泳池前先用水沖身
- 飲酒或服用感冒藥後請勿入水
- 請勿吐痰、亂拋垃圾、飲食或吸煙
- 游泳前，先做熱身運動
- 飽餐後切勿立即游泳
- 小心照顧兒童

## 特殊的游泳池

### 世界最大游泳池

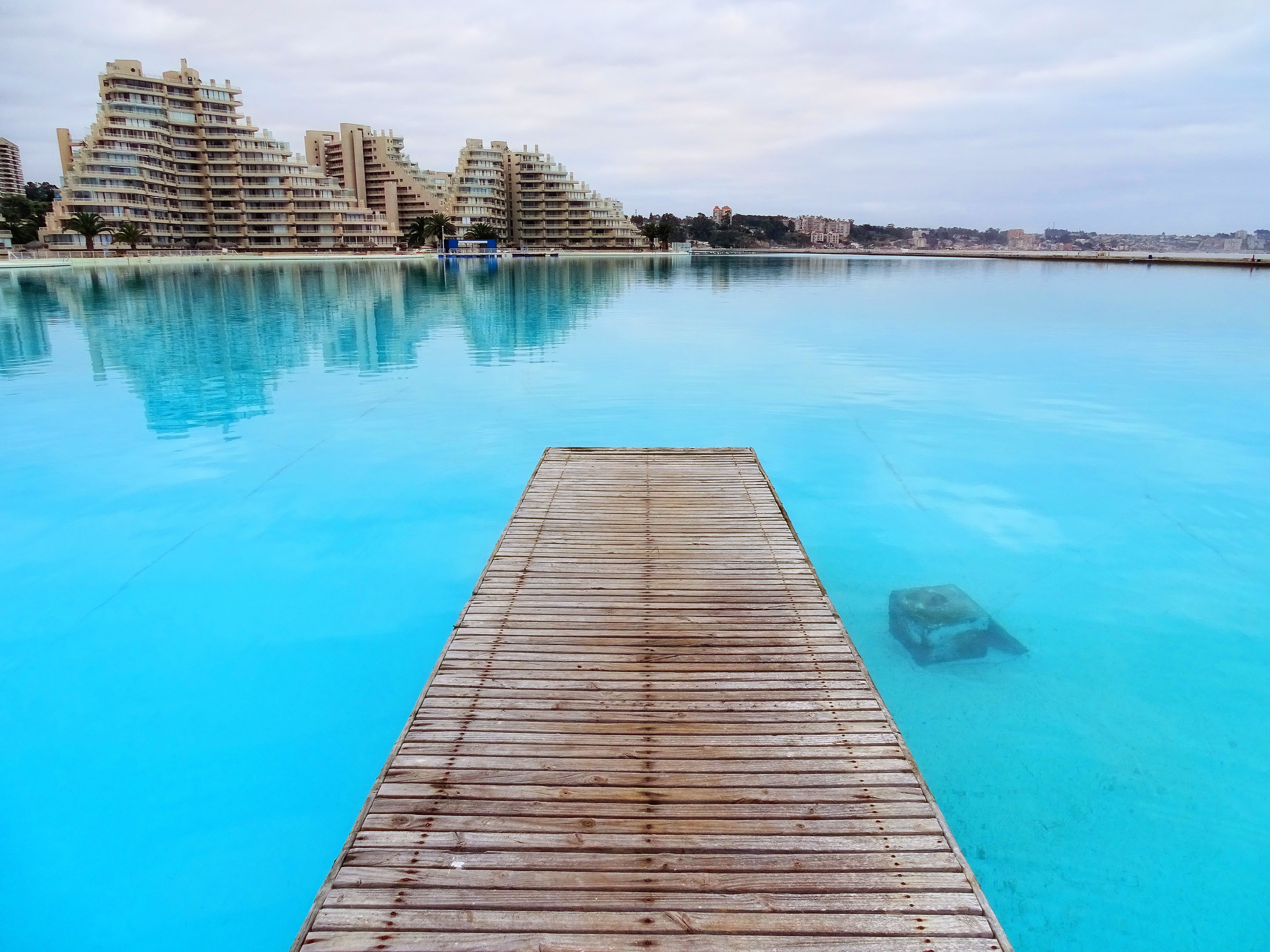
渡假村內世界最大游泳池

世界上最大的游泳池，位於智利圣地亚哥西方約90公里處的阿爾加羅沃（Algarrobo, Chile），這個由智利水晶潟湖公司興建，附屬於飯店的游泳池，佔地8公頃，長1013公尺，最大深度達3.5公尺，蓄水量達2億5000萬公升（重量約合250000公噸）。泳池水源引自太平洋，池水溫度比海水高攝氏9度。

### 世界最深游泳池

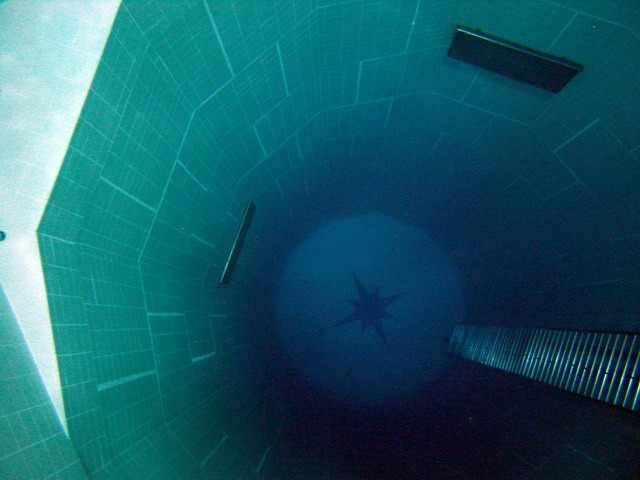
於Nemo 33往視底望

Nemo 33位於比利時首都布魯塞爾，是世界最深的游泳池，深達33米（108英尺）。它含2.5萬公升保持在30℃（86 °F）無氯、高過濾的泉水，和幾個10米（33英尺）深度的水下洞穴。水下有許多窗戶，讓泳客在不同的深度看到泳池的外面。此泳池是由比利時的潛水專家John Beernaerts設計，可作為多用途潛水教學、娛樂和電影製作設施。另外義大利的Y-40正在興建，完工後將會有破紀錄的40米深。

### 世界最危險天然游泳池

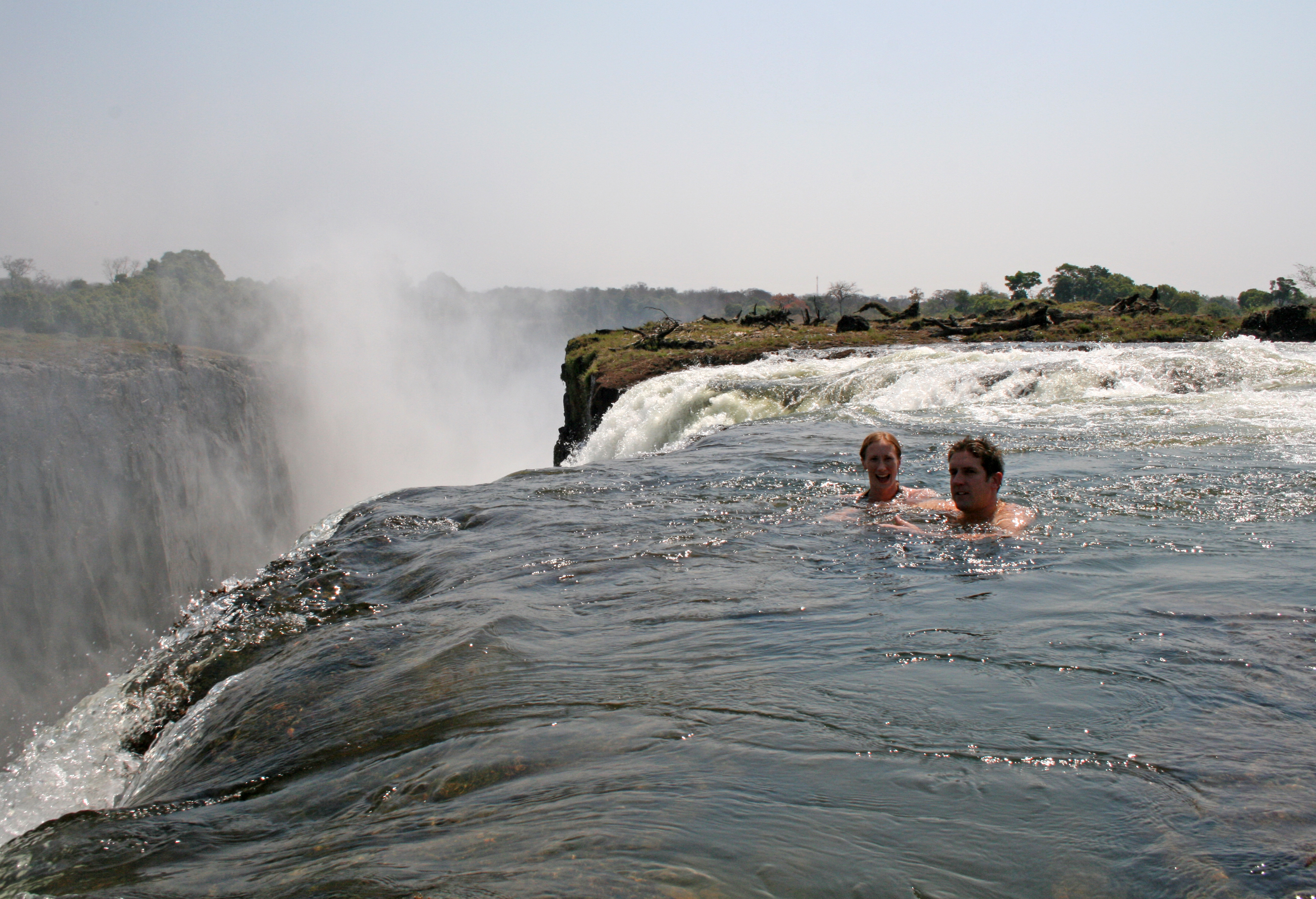
遊客於魔鬼游泳池暢泳，旁邊就是懸崖

魔鬼游泳池位於尚比亞與辛巴威之間，莫西奧圖尼亞瀑布利文斯敦島上的懸崖邊，同時也是瀑布的邊緣，旁邊就是100多公尺的深谷。前往魔鬼游泳池必須徒步3小時，並且跳過一個個岩石以避開危險的激流，若失足，就會被沖下瀑布。

### 世界上第一個底部透明的游泳池
歐卡拉罕（Eckersley O'Callaghan）設計公司預計在2019年完成一項令人眼睛為之一亮的建築，那就是在「大使館花園」區（Embassy Gardens）建造一座連結倫敦市中心兩棟大樓的空中游泳池。

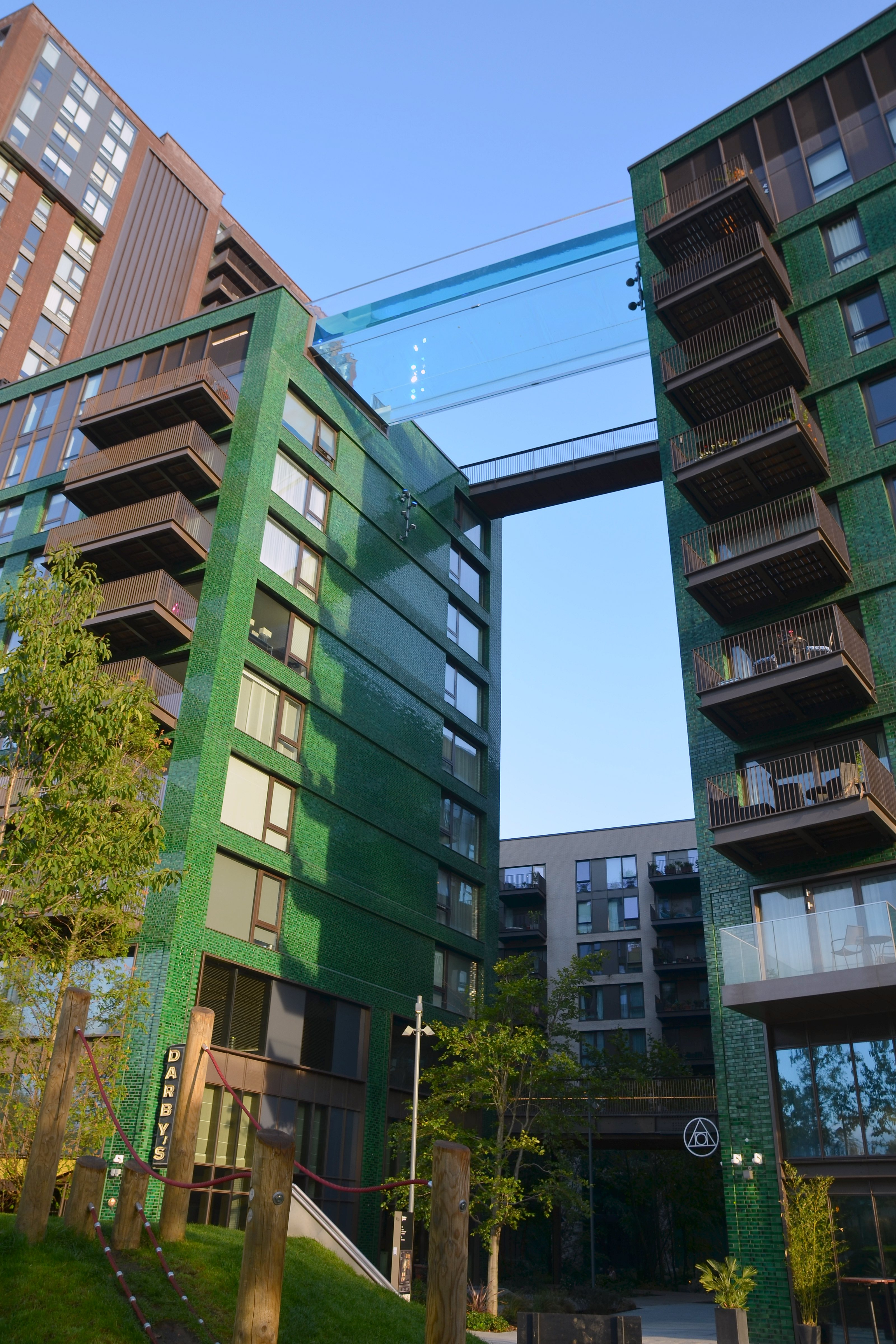
大使館花園兩棟大樓間的Sky Pool

根據《BBC》報導，這座奢華地游泳池的暱稱叫做「Sky Pool」，它將會是世界上第一個底部透明的游泳池。它的位置在九榆樹地區（Nine Elms area）的大使館花園區，鄰近於倫敦巴特希發電站（Battersea power station），高35公尺。